# 偏矽酸鈣
偏矽酸鈣，化學式為CaSiO3，用作高溫絕緣及防火。偏矽酸鈣沒有已知對健康有不利影響。偏矽酸鈣不溶於水。其矿物为矽灰石（Wollastonite）。

## 高溫絕緣
偏矽酸鈣是常用替代石棉的一種安全隔熱材料。

## 制备
碳酸钙与二氧化矽在高温下反應，化學方程式如下：

{\displaystyle \mathrm {CaCO_{3}+SiO_{2}{\xrightarrow {\Delta }}CaSiO_{3}+CO_{2}\uparrow } }

高爐的熔渣也是偏矽酸鈣，化學方程式如下：

{\displaystyle \mathrm {CaO+SiO_{2}} \;{\xrightarrow {\;}}\mathrm {CaSiO_{3}} }

## 用途
用於陶瓷、塗料、塑膠、橡膠、磨料、電焊、聚合物、染料、冶金、建材、環保及石棉的代用品等。